# دنیله سوتیل
دنیله سوتیل (انگلیسی: Daniele Sottile؛ زادهٔ ۱۷ اوت ۱۹۷۹) بازیکن والیبال اهل ایتالیا است.
از باشگاه‌هایی که در آن بازی کرده‌است می‌توان به تاپ والی لاتینا اشاره کرد.